# Port-Valais
Port-Valais ist eine politische Gemeinde und eine Burgergemeinde mit einem Burgerrat im Bezirk Monthey im französischsprachigen Teil des Kantons Wallis in der Schweiz.

## Geographie
Die Gemeinde liegt am Südostende des Genfersees an der Mündung der Rhone, die im 19. Jahrhundert kanalisiert worden ist. Zwischen dem Fluss und dem Bergfuss des Grammont verläuft der Stockalperkanal. Die Gemeinde ist unterteilt in die zwei Ortschaften Le Bouveret (3400 Einwohner) und Les Evouettes (890 Einwohner).

## Bevölkerung
| Bevölkerungsentwicklung | Bevölkerungsentwicklung | Bevölkerungsentwicklung | Bevölkerungsentwicklung | Bevölkerungsentwicklung | Bevölkerungsentwicklung | Bevölkerungsentwicklung | Bevölkerungsentwicklung | Bevölkerungsentwicklung | Bevölkerungsentwicklung |
| ----------------------- | ----------------------- | ----------------------- | ----------------------- | ----------------------- | ----------------------- | ----------------------- | ----------------------- | ----------------------- | ----------------------- |
| Jahr                    | 1798                    | 1850                    | 1900                    | 1950                    | 2000                    | 2010                    | 2012                    | 2014                    | 2017                    |
| Einwohner               | 231                     | 490                     | 725                     | 1098                    | 2364                    | 3155                    | 3246                    | 3833                    | 3937                    |

## Wirtschaft
Seit 1991 führt die Familie Zollinger in Les Evouettes einen biologischen Saatgutbetrieb.

## Sehenswürdigkeiten

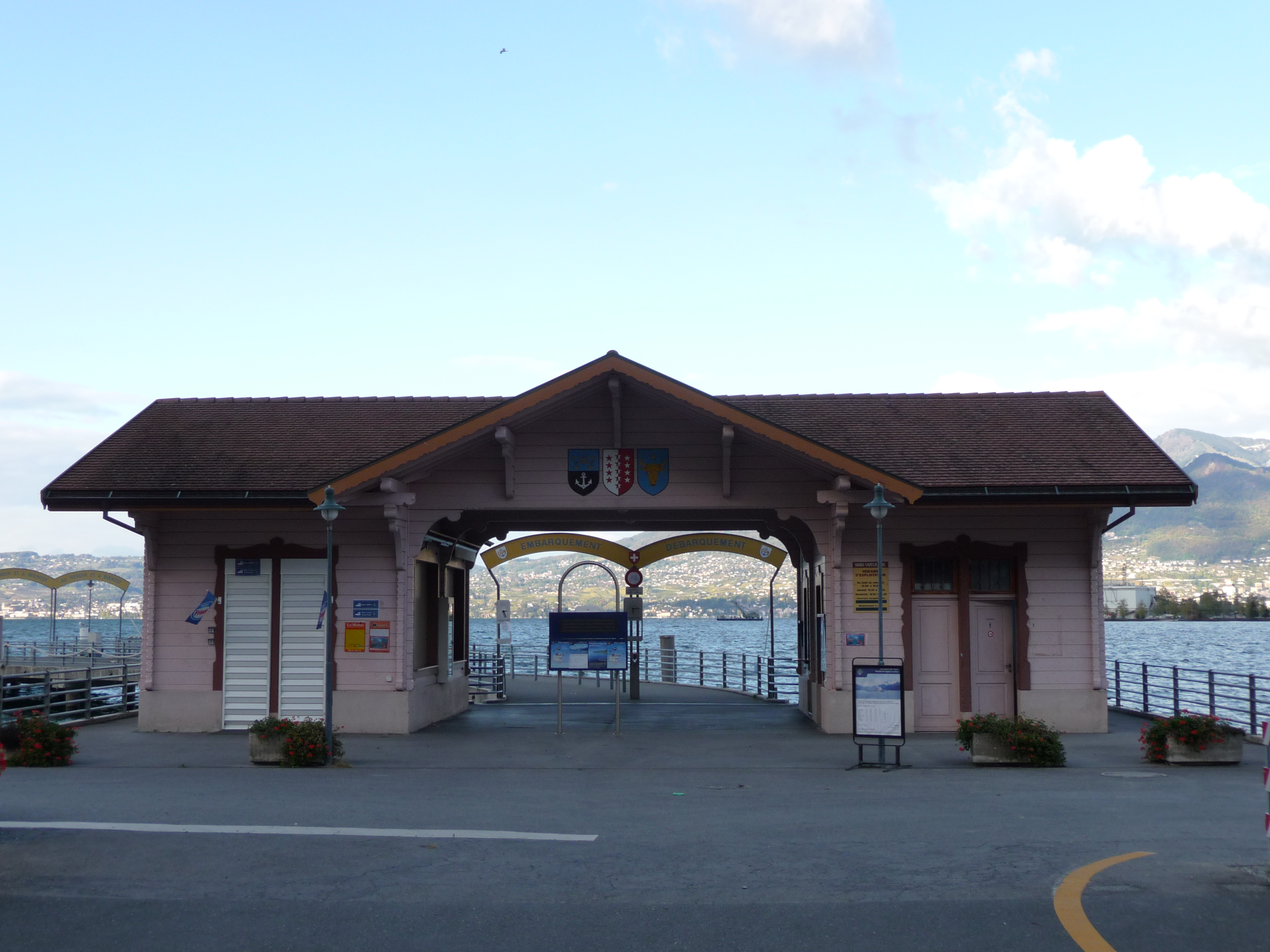
Schiffsstation

## Persönlichkeiten
- Claude Roch (* 1945), Politiker (FDP), Gemeindepräsident Port-Valais, Staatsrat